# Ol'ga Chochlova

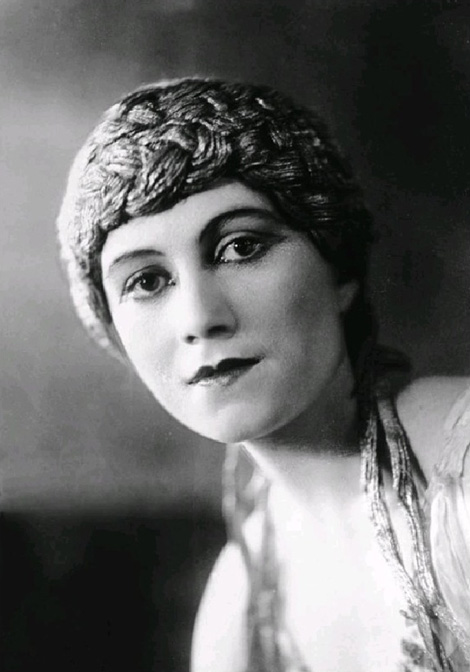
Ol'ga Chochlova in costume per il balletto Pomeriggio di un fauno, nel 1916

Ol'ga Stepanovna Chochlova (in russo О́льга Степа́новна Хо́хлова?; in ucraino О́льга Степа́нівна Хо́хлова?, Ol'ha Stepanivna Chochlova; Nižyn, 17 giugno 1891 – Cannes, 11 febbraio 1955) è stata una ballerina russo-ucraina, meglio conosciuta come prima moglie di Pablo Picasso e madre di Paulo, il loro primogenito.

## Biografia
Ol'ga Chochlova è nata nella città di Nižyn, nell'attuale Ucraina, ma allora parte  dell'Impero russo. Suo padre era l'ufficiale russo Stepan Chochlov e sua madre era Lydia Zinčenko, donna di origine ucraina. Ol'ga aveva tre fratelli e una sorella. Voleva diventare una ballerina sin da quando aveva visitato la Francia e visto uno spettacolo di danza di Madame Shroessont. Coronò il suo sogno entrando nel corpo di ballo di Sergej Djagilev.

### Il primo spettacolo

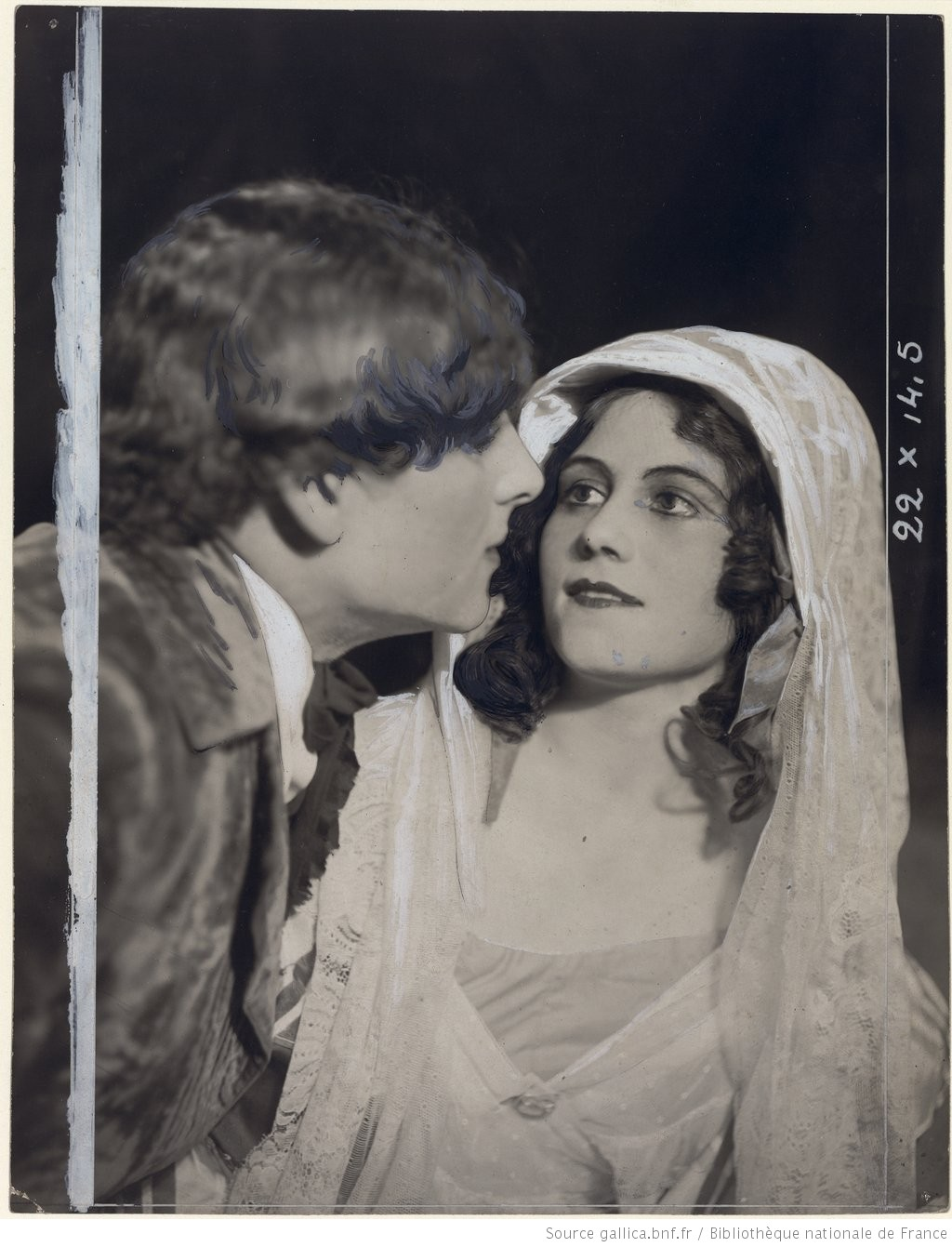
Ol'ga Chochlova durante uno spettacolo

Il 18 maggio 1917 Ol'ga danzò nello spettacolo Parade al Théâtre du Châtelet - un balletto di Sergej Djagilev, Erik Satie e Jean Cocteau, del quale Pablo Picasso aveva disegnato i costumi e lo scenario. Successivamente Ol'ga lasciò il gruppo, per viaggiare per tutto il Sudamerica, e per convivere con Picasso a Barcellona. La madre del pittore, all'inizio si era allarmata dall'idea che il figlio dovesse sposare una straniera, così Picasso le donò un dipinto in cui Olga era rappresentata come una ragazza spagnola: Ol'ga Chochlova in Mantilla. Più tardi Ol'ga ritornò con Picasso a Parigi, dove iniziarono a vivere insieme alla Rue La Boétie.

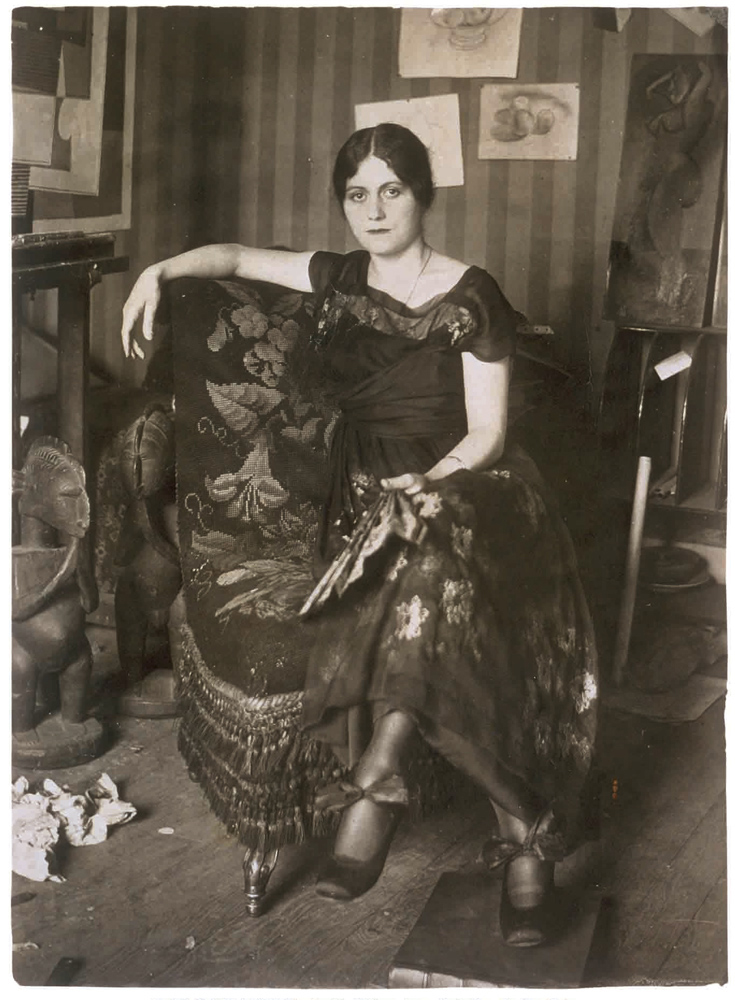
Ol'ga Chochlova in posa per il dipinto Ol'ga Chochlova in Mantilla, nell'atelier di Picasso di Montrouge nel 1918

### Il matrimonio con Picasso
Ol'ga sposò Picasso il 18 giugno 1918, in una chiesa russo-ortodossa di Rue Daru; Jean Cocteau e Max Jacob furono testimoni del matrimonio. Nel luglio 1919 Picasso e Ol'ga si recarono a Londra per la prima rappresentazione del balletto di de Falla Le tricorne, per il quale Picasso aveva avuto da Djagilev l'incarico di disegnare i costumi e le scene. Il balletto fu rappresentato per la prima volta al teatro Alhambra di Londra il 22 luglio 1919 e poco dopo replicato con grande successo all'Opéra National de Paris.
Il 4 febbraio 1921 Ol'ga diede alla luce un bambino al quale venne dato il nome di Paulo; tuttavia da questo momento la loro relazione cominciò a deteriorarsi. Nel 1927 Picasso iniziò una storia con una diciassettenne ragazza francese, Marie-Thérèse Walter; la storia venne scoperta da Ol'ga nel 1935 quando un amico la informò che la Walter era incinta. Immediatamente, Ol'ga insieme al figlio Paulo lasciò il tetto coniugale e viaggiò verso il sud della Francia, presentando successivamente istanza di divorzio.

Picasso rifiutò di dividere equamente le sue proprietà, come richiesto dalla legge francese, così Ol'ga rimase legalmente sposata con lui fino alla sua morte per cancro avvenuta a Cannes, in Francia, nel 1955.
È sepolta nel Cimitero del Gran Jas di Cannes.

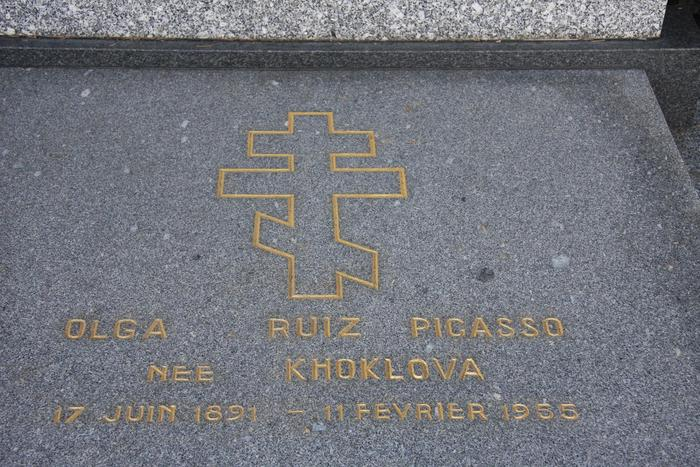
La lapide di Ol'ga Chochlova nel Cimitero del Gran Jas a Cannes

### I discendenti
Paulo, che morì il 5 giugno 1975, si sposò con Emilienne Lotte. Ebbero due figli: Pablito (nato il 5 maggio 1949 - morto suicida il 2 luglio 1973) e Marina (nata il 14 novembre 1950). Nel 1990, Marina fondò un orfanotrofio a Thu Duc, in Vietnam (ex base militare). Chiamato Il Villaggio dei Giovani, fondato grazie all'eredità di Marina di suo nonno, Pablo Picasso. La fondazione ha anche organizzato la realizzazione di nuovi pozzi artesiani all'interno del Vietnam, manda regolari spedizioni di latte agli orfanotrofi e agli ospedali, concede sussidi per l'agricoltura e borse di studio agli studenti. Il disc jockey vietnamita Florian Picasso, originario di Ho Chi Minh, è uno dei figli adottivi di Marina.
Dopo aver divorziato da Emilienne, Paulo si risposò con Christine Pauline e con lei ebbe un figlio, Bernard (nato il 3 settembre 1959). Bernard ha sposato la mercante d'arte e gallerista francese Almine Rech, figlia del designer d'abbigliamento Georges Rech e proprietaria di una galleria d'arte che porta il suo nome.